# Schnittlauchsauce

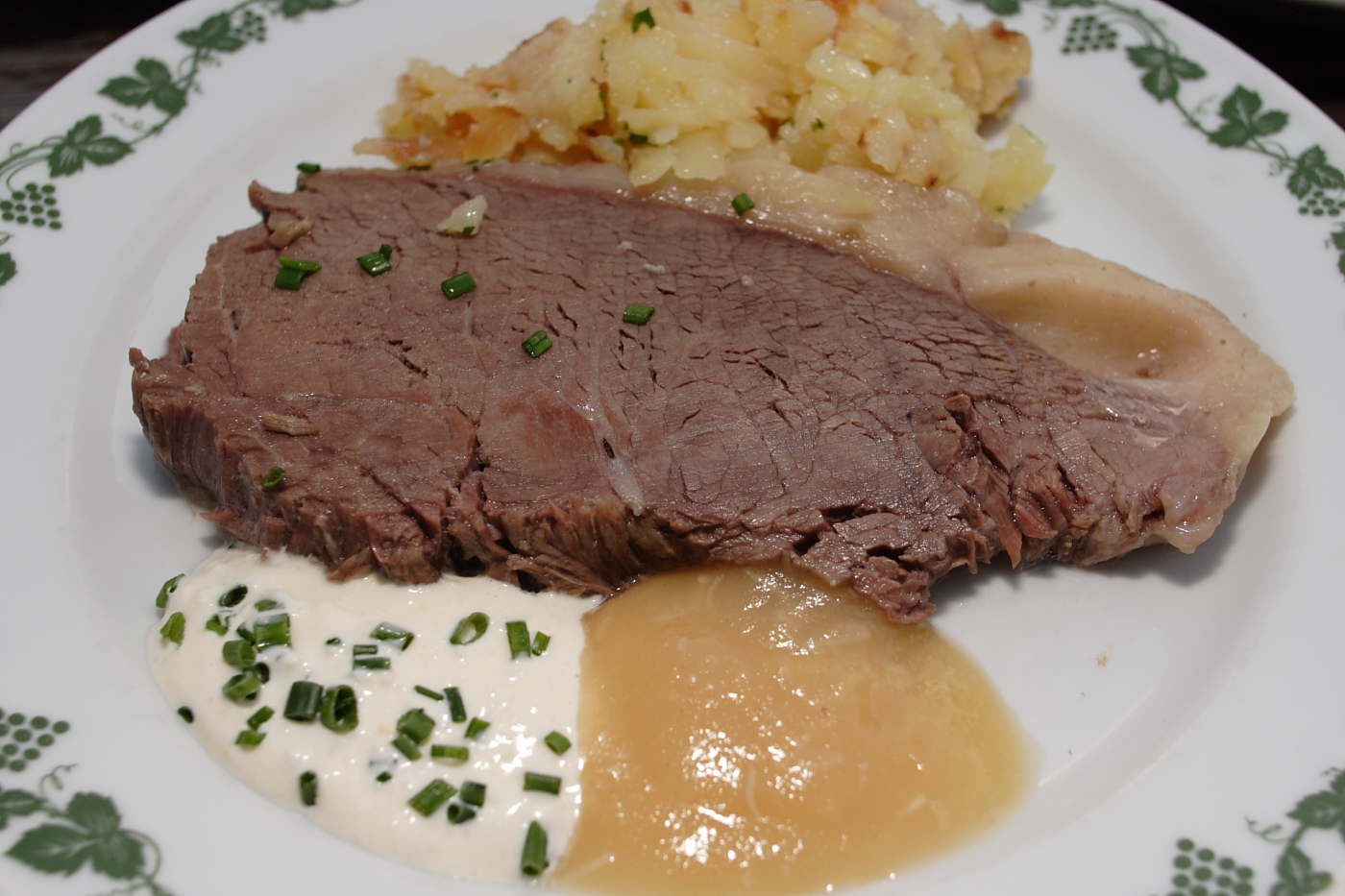
Tafelspitz mit Apfelkren und Schnittlauchsauce.

Als Schnittlauchsauce (Sauce civette) werden verschiedene Saucen mit Schnittlauch bezeichnet.

## Warme Sauce
- Variante 1: Kalbsvelouté mit gehacktem Schnittlauch
- Variante 2: Geflügelrahmsauce mit Krebsbutter und gehacktem Schnittlauch
- Variante 3: Würfel von Zwiebeln und Sellerie werden in Butter angedünstet, mit Fleischbrühe abgelöscht und nach dem Garen zuerst zerkleinert und anschließend passiert. Nach dem Abschmecken mit Saurer Sahne, Salz, Pfeffer und Zitrone wird die Sauce mit Butter aufmontiert. Vor dem Servieren werden Schnittlauchröllchen hinzugegeben.

## Kalte Sauce
Als Schnittlauchsauce wird eine kalte Sauce der Österreichischen Küche bezeichnet.
- Variante 1: Geweichtes Weißbrot, vermischt mit hartgekochten Eiern und gehacktem Schnittlauch
- Variante 2: In Milch geweichtes Weißbrot oder Semmeln werden mit pochierten Eidottern passiert, anschließend mit rohen Dottern vermischt und mit Speiseöl zu einer Mayonnaise aufgerührt. Abschließend wird die Sauce mit Salz, Weißen Pfeffer, Zucker und Essig abgeschmeckt und mit gehacktem Schnittlauch vermischt.[1]
- Variante 3: Wiener Schnittlauchsauce – hart gekochte passierte Eidotter und rohe Eidotter werden mit Salz, Pfeffer, Zucker, Zitrone und Essig gewürzt. Daneben weicht man entrindetes Weißbrot in Wasser ein, passiert es und mischt es mit den Dottern. Anschließend verrührt man es mit Öl wie eine Mayonnaise. Abschließend mischt man es mit geschnittenem Schnittlauch. Bei Bedarf verdünnt man die Sauce mit Essigwasser zur gewünschten Konsistenz.[2]
- Variante 4: In kalter Milch eingeweichtes Weißbrot, rohe und gekochte Eidotter, Salz, Pfeffer, Zucker und Essig werden mit Öl zu einer Sauce gemischt. Abschließend gibt man gehacktes Ei und Schnittlauch dazu. Diese Variante zählt Ewald Plachutta zur Wiener Küche.[3]